# فرودگاه کینگ آیلند
فرودگاه کینگ آیلند (به انگلیسی: King Island Airport) یک فرودگاه همگانی با کد یاتا KNS است که یک باند فرود شن دارد و طول باند آن ۸۰۰ متر است. این فرودگاه در کشور تاسمانی قرار دارد و در ارتفاع ۴۰ متری از سطح دریا واقع شده‌است.

## شرکت‌های هواپیمایی و مقصدهای پروازی
| شرکت‌های هواپیمایی       | مقصدهای پروازی         |
| ----------------------- | ---------------------- |
| کینگ آیلند ایرلاینز     | مورابین                |
| رجیونال اکسپرس ایرلاینز | ملبورن                 |
| شارپ ایرلاینز           | برنی، لانسستون، اسندون |